# La scogliera dei desideri
La scogliera dei desideri (Boom!) è un film del 1968 diretto da Joseph Losey, tratto dal dramma Il treno del latte non ferma più qui di Tennessee Williams. Il film è stato girato quasi interamente in Italia, principalmente in Sardegna fra Alghero (Capo Caccia, dove è situata la villa - quella di fronte è l'isola della Foradada), l'Argentiera e l'isola di Tavolara vicino a Olbia.

## Trama
È la storia dell'ex showgirl Flora "Sissy" Goforth, una donna, arrivata alla fine dei suoi giorni a causa di una malattia degenerativa, con un passato ardente e una vita vissuta intensamente; infatti aveva sposato e sepolto non meno di quattro mariti milionari. Ora trascorre i suoi ultimi giorni, con una consorteria di servitori, in una grande villa su un'isola solitaria, a scrivere le sue memorie in una villa italiana, sulla cima di una costiera. Improvvisamente la situazione cambia per l'arrivo di Christopher Flanders, un bel giovane, soprannominato "l'angelo della morte" e noto per essere un corteggiatore di ricche vedove al termine della loro vita.

## Documentario
Alla 17ª Festa del Cinema di Roma, nella sezione Storia del Cinema, lunedì 17 ottobre 2022 è stato presentato il film documentario L'estate di Joe, Liz & Richard (A summer with Joe, Liz & Richard), scritto e diretto da Sergio Naitza (Karel produzioni), che racconta il backstage e l'avventurosa storia del film di Joseph Losey, con le testimonianze, fra gli altri, di John Waters, Joanna Shimkus, Patricia Losey, Michel Ciment, Gianni Bozzacchi, Valerio de Paolis, Gianni Bulgari, e con Giulia Naitza nel ruolo della guida turistica sui luoghi del set, a Capo Caccia - Alghero.